# Charles-Benoît de Guibert
Pour les articles homonymes, voir Guibert.
Charles-Benoît, comte de Guibert, né le 23 mars 1715 à Montauban et mort le 5 décembre 1786 à l'hôtel des Invalides à Paris, est un officier français.

## Biographie
Il entre dans l'armée en 1731 et prend part aux campagnes d'Italie, de Corse, de Bohême et de Flandre.
Capturé à la bataille de Rosbach (1757), il profite de ses 18 mois de captivité pour étudier la tactique prussienne. A son retour en France, il établit les bases du Code militaire français, rédige les ordonnances du service de campagne et du service des places. Maréchal de Camp (1767), lieutenant général des Armées du Roi (1784), il est nommé gouverneur des Invalides en 1783, poste qu'il conserve jusqu'à sa mort en 1786.
Il est le père de Jacques-Antoine-Hippolyte de Guibert.
On doit en 1842 à Jules Varnier la toile Charles Benoît comte de Guibert (1715-1786).
Il est inhumé dans l’Église Saint Louis des Invalides.